# Glass House
A Glass House (magyarul: üvegház), másik nevén Johnson-ház egy történelmi lakóház és múzeum a Connecticut állambeli New Canaanban, amelyet a neves építész, Philip Johnson tervezett saját rezidenciájaként, majd épített föl 1948-49-ben. Az építész egyik legjellegzetesebb épülete, és az amerikai modern építészet egyik legfontosabb darabjának számít.
Alice T. Friedman szerint az Glass House koncepciója az Illinois állambeli Planóban található, Ludwig Mies van der Rohe által tervezett Farnsworth House-ból származhat; a Farnsworth-ház azonban az elhúzódó és vitákkal terhelt építkezés miatt csak 1951-ben, két évvel a Glass House után készült el. Johnson 1947-ben a New York-i Modern Művészeti Múzeumban Mies van der Rohe munkáiból rendezett kiállítást, amelyen az üveg Farnsworth House makettje is szerepelt. 1947-ben ez fontos és befolyásos projekt volt Johnson és a modern építészet számára. Az épület a minimális szerkezet, a geometria, az arányok, valamint az átláthatóság és a tükröződés hatásainak példája. A birtok más, Johnson által tervezett épületeket is tartalmaz, amelyek átfogják az ő pályafutását. Az épületet 1997-ben nemzeti történelmi műemlékké nyilvánították. Jelenleg a National Trust for Historic Preservation tulajdonában áll, és a New Canaanban, az Elm Street 199. szám alatt található látogatóközpontból induló vezetett túrák keretében látogatható.
A ház példa az ipari anyagok, például az üveg és az acél korai felhasználására az otthonok kialakításában. Johnson 58 éven át élt a hétvégi házban, ebből 45 évet élettársával, David Whitneyvel, egy művészeti kritikussal és kurátorral, aki segített a kertépítészeti megoldások kialakításában, és nagyrészt ő gyűjtötte össze a lakásban ma kiállított műtárgyakat.

## Építészeti jellemzői
A ház többnyire rejtve marad az utca felől, egy kőfal mögött áll a Johnson birtok egyik hegygerincének szélén, egy tóra néző magslaton. Az épületet gyep veszi körül és kavicsos ösvények vezetnek hozzá. A ház 17 m hosszú, 9,8 m széles és 3,2 m magas. A konyha, az étkező és az alvóhelyiségek egyetlen közös, kívül üvegfalakkal szegélyezett helyiségben voltak,  Johnson kezdetben itt és a közeli, téglából épült vendégházban lakott. Később az üvegfalú épületet csak szórakozásra használták. A Glass House külső oldalaihoz szénfeketére festett acélt és üveget használtak. A téglából készült padló 25 centiméterrel függ a föld felett. A belső tér nyitott, a teret alacsony diófa szekrények tagolják; egy téglahenger tartalmazza a fürdőszobát, és ez az egyetlen padlótól a mennyezetig érő berendezés.
A ház az 1920-as évek német építészeinek („Glasarchitektur”) elképzeléseire épül. Az Glass House-ban a tájra nyíló kilátás a „tapéta” („Nagyon drága tapétám van” - mondta egyszer Johnson.) Az építészt Mies van der Rohe Farnsworth House-ának kialakítása is inspirálta. Az épületben Bauhaus tárgyak gyűjteménye található, köztük Mies által tervezett bútorok.
Maga Johnson úgy nyilatkozott, hogy az épület ötlete „egy leégett faluból származott, amelyet egyszer láttam, ahol nem maradt más, csak az alapfalak és téglakémények.” Mark Lamster Johnson életrajzában, a The Man in the Glass House-ban megjegyzi, hogy ez valószínűleg Johnson kísérlete volt arra, hogy „szándékosan újraalkossa azt a »felkavaró látványt«, amelyet a zsidó shtetlik felgyújtása jelentett, amelynek tanúja volt, amikor haditudósítóként a Wehrmachttal Lengyelországon keresztül hajtott”. Anthony Vidler történész még tovább ment, mondván, hogy az épületet úgy lehet értelmezni, mint „egy lengyel parasztházat, amelyet a háború tüze »megtisztított« mindentől, kivéve az építészeti »lényegét«”.
Az épületeket körülvevő tájat Johnson és Whitney tervezte, gondozott kavicsos vagy füves területekkel, a fákat a Johnson által szabadtéri „előcsarnoknak” nevezett csoportokban csoportosított fákkal, és gondosan ügyelve a lejtők és ívek formájára. A tájkép részben a ház egyik ülőhelyén elhelyezett, Nicolas Poussin iskolája által festett Phokion temetése (1648 körül) című tájképet tükrözte. Az üvegfalakon keresztül a tájképre nyíló kilátás feltűnően hasonló volt, mivel z építész szándékosan úgy tervezte, hogy hasonlítson Poussin képéhez. A birtok nyugat felé a kis Rippowam folyó völgyére néz (a Glass House hátsó részéből nézve, egy füves emelkedő mellett). Északon és délen olyan lejtős táj található, amely a festményt utánozza.

## Fordítás
- Ez a szócikk részben vagy egészben  a   Glass House című angol Wikipédia-szócikk ezen változatának fordításán alapul.  Az eredeti cikk szerkesztőit annak laptörténete sorolja fel. Ez a jelzés csupán a megfogalmazás eredetét és a szerzői jogokat jelzi, nem szolgál a cikkben szereplő információk forrásmegjelöléseként.